# Hai (obwód mohylewski)
Hai (biał. Гаі; ros. Гаи) – wieś na Białorusi, w obwodzie mohylewskim, w rejonie mohylewskim, w sielsowiecie Paszkawa. Od południowego wschodu graniczy z Mohylewem.